# Długa Łąka (osada leśna)
Długa Łąka – osada leśna w Polsce położona w województwie wielkopolskim, w powiecie konińskim, w gminie Kramsk. Należy do sołectwa Rudzica.
W latach 1975–1998 miejscowość należała administracyjnie do województwa konińskiego.